# Vladimír Mlynář
Vladimír Mlynář (* 15. ledna 1966 Praha) je bývalý novinář a politik, v letech 1994–1997 šéfredaktor časopisu Respekt, na přelomu 20. a 21. století poslanec Poslanecké sněmovny za Unii svobody, roku 1998 ministr bez portfeje ve vládě Josefa Tošovského a v letech 2002–2005 ministr informatiky ve vládě Vladimíra Špidly a vládě Stanislava Grosse. Do roku 2023 byl ředitelem komunikace investiční skupiny PPF.

## Život
Je synem profesorky ekonomie na pražské VŠE Rity Klímové (v letech 1990–1991 československé velvyslankyně v USA) a bývalého reformního komunisty (později disidenta) Zdeňka Mlynáře. Má starší sestru Milenu. Jeho dědeček Stanislav Budín byl českým novinářem a v šedesátých letech šéfredaktorem časopisu Reportér. Kvůli svému původu nebyl Vladimír Mlynář za normalizace přijat na vysokou školu, a živil se jako sanitář ve Všeobecné fakultní nemocnici na Strahově. V srpnu 1989 začal pracovat jako kotelník motolské nemocnice.
V osmdesátých letech byl aktivním členem protikomunistické opozice. Byl spoluzakladatelem samizdatových Lidových novin, po roce 1989 redaktorem Lidových novin, z jejichž redakce odešel v říjnu 1990. V roce 1991 absolvoval studijní pobyt v USA. Od roku 1991 působil jako redaktor a později šéfredaktor 1994–1997 časopisu Respekt a moderátor televizního diskusního pořadu Respektování. V roce 1997 mu byla udělena Cena Ferdinanda Peroutky.
Koncem roku 1997 odešel z žurnalistiky a vstoupil do aktivního politického života. Již od prosince 1997 začal působit jako poradce designovaného předsedy vlády Josefa Tošovského. 6. března 1998 se stal členem nově vzniklé Unie svobody. Spolu s lidmi jako Petr Matějů patřil mezi členy US, kteří do ní nepřestoupili z ODS, ale byli do té doby nestraníky, mimo aktivní politiku. Již předtím byl (zpočátku formálně coby nestraník) od 2. ledna 1998 do 17. července 1998 ministrem bez portfeje pověřeným funkcí mluvčího vlády ve vládě Josefa Tošovského. Ve funkci ministra byl mimo jiné odpovědný za národnostní menšiny, angažoval se například v záležitosti zřízení památníku na místě koncentračního tábora v Letech u Písku.
Ve volbách v roce 1998 byl zvolen do poslanecké sněmovny za Unii svobody (volební obvod Praha). Byl členem sněmovního petičního výboru, v letech 2001–2002 místopředsedou volebního výboru a roku 1998 krátce i členem organizačního výboru. Zasedal v podvýboru pro telekomunikace, pošty a informační systémy a podvýboru pro mediální legislativu. Od června do září 1998 předsedal poslaneckému klubu Unie svobody. Po volbách v roce 1998 patřil v rámci Unie svobody k stoupencům vládní spolupráce s ČSSD a naopak odpůrcům koalice s ODS. V tomto se lišil od stanoviska předsedy Unie svobody Jana Rumla. Rumlovo stanovisko se mu ale změnit nepodařilo a Unie svobody zůstala mimo vládu.
Od února 1999 do února 2000 zastával funkci místopředsedy Unie svobody a v období únor 2000 – červen 2001 prvního místopředsedy této strany. Opakovaně se ale objevoval jako možný či faktický uchazeč o nejvyšší post ve straně. Na 3. republikovém shromáždění Unie svobody v únoru 1999 čelil tehdejší předseda strany Jan Ruml jisté kritice. Padl tehdy návrh z pléna, aby proti němu Mlynář kandidoval. Ten to ale odmítl a Ruml obhájil předsednický post ziskem 83 % hlasů. Již v prosinci 1999 ale Ruml ohlásil svou rezignaci. 4. republikové shromáždění Unie svobody v únoru 2000 následně volilo nového předsedu. Kandidoval Vladimír Mlynář a Karel Kühnl. Kühnl získal 69 % hlasů a porazil výrazným způsobem Mlynáře. O nejvyšší post ve straně se Mlynář pokoušel ještě jednou, na 6. republikovém shromáždění US v červnu 2001. Karel Kühnl se mezitím totiž stal volebním lídrem Čtyřkoalice. O uvolněnou funkci v čele strany usiloval Mlynář a Hana Marvanová. Ta nakonec těsným způsobem zvítězila (137 hlasů pro ni versus 130 hlasů pro Mlynáře).
V letech 2001–2002 patřil v Unii svobody-DEU k pragmatickému křídlu (podobně jako Ivan Pilip), zatímco Hana Marvanová byla důsledněji pravicová a kritická k pokračování spolupráce s lidovci i k možnosti koalice s ČSSD. Ve volbách v roce 2002 obhájil poslanecký mandát. Na poslanecké křeslo rezignoval v červnu 2003. Dominantní ale byly jeho aktivity ve vládě. Od 15. července 2002 působil jako ministr informatiky České republiky ve vládě Vladimíra Špidly. Portfolio si udržel i v následující vládě Stanislava Grosse. Za jeho éry byl například vybudován Portál veřejné správy nebo přijat nový telekomunikační zákon, který liberalizoval telekomunikační trh v ČR. V dubnu 2005 po koaliční krizi způsobené nevyjasněnými majetkovými poměry premiéra Stanislava Grosse podal demisi na protest proti tomu, že strana Unie svobody - Demokratická unie nevystoupila z vlády.
V letech 2005–2007 pobýval na stipendijním pobytu v USA. V roce 2006 z Unie svobody vystoupil. Potom se zabýval podle svých slov „konzultační činností“ v oblasti telekomunikací a eGovernmentu. Byl šéfporadcem premiéra Jana Fischera a v letech 2010 až 2023 pracoval v investiční skupině PPF. Jeho přestup z veřejného do soukromého sektoru vyvolal v médiích otázku, jestli by neměly být tyto přestupy možné až po určité době.

### Kauza Testcom
Ministerstvo informatiky v roce 2003 pod Mlynářovým vedením vyčlenilo 7,5 miliónu korun na založení firmy Testcom servis, s. r. o., která měla provozovat Portál veřejné správy. Šlo o dceřinou firmu společnosti Testcom, která je příspěvkovou organizací ministerstva. Zákon přitom zakazoval příspěvkovým organizacím ministerstva zakládat a financovat soukromé společnosti. Podpisem smlouvy, kterou svěřil firmě Testcom servis správu portálu, měl Mlynář údajně napomoci porušit zákon.
Mlynář svou vinu od počátku popíral. Poukazoval na to, že založená společnost byla vždy ve vlastnictví státu a zákon proto porušen nebyl. Říkal, že Testcom servis byl takto uznán i krajským obchodním soudem. Podpisem smlouvy s touto firmou státu nevznikla žádná škoda. Na svých stránkách www.mlynar.cz zveřejnil kompletní protokoly z průběhu soudního jednání.
Dne 24. ledna 2007 byl odsouzen soudkyní Městského soudu v Praze Silvií Slepičkovou k nepodmíněnému trestu pět a půl roku vězení. Spolu s Mlynářem byli odsouzení také Dušan Chmelíček (bývalý ředitel Testcomu) a Vít Novotný (bývalý náměstek ředitele Testcomu). Obžalovaní se odvolali a Vrchní soud v Praze je 28.11.2007 kompletně zprostil obžaloby. Vrchní soud navíc konstatoval, že vůbec nedošlo k trestnému činu a soud I. stupně poškodil Mlynářova práva na obhajobu. Nejvyšší státní zástupkyně Renata Vesecká proti rozsudku vrchního soudu podala dovolání k Nejvyššímu soudu. Toto dovolání Nejvyšší soud v prosinci 2008 zamítl a potvrdil, že k žádnému trestnému činu nedošlo.

## Soukromý život
Je podruhé ženatý, s manželkou Pavlínou má syna Jakuba a Adama, z prvního manželství má dva dospělé syny (Vojtěcha a Václava).